# Tranvia Vicenza-Bassano del Grappa
La tranvia Vicenza-Bassano del Grappa, inaugurata nel 1910, è stata una tranvia che contribuì in maniera significativa allo sviluppo dell'economia industriale del vicentino. Sopravvissuti senza significative modifiche alle due guerre mondiali, gli impianti e il materiale rotabile non furono ammodernati dalle società che via via si succedettero nella gestione della linea, che fu soppressa nel 1961.

## Storia

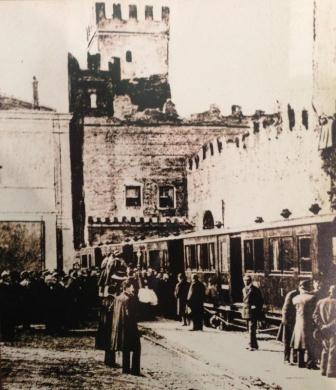
Inaugurazione tram a Marostica

Con il decreto numero CCXV, nel 1908 veniva approvato lo statuto del Consorzio per la Concessione del suolo stradale occorrente all'impianto della tramvia Bassano-Marostica-Vicenza-Noventa-Pojana Maggiore (località di confine con la provincia di Padova) secondo quanto deliberato nelle adunanze del 17 ottobre 1907 e 10 marzo 1908 dai rappresentanti della provincia di Vicenza e dei comuni di Marostica, Noventa Vicentina, Sandrigo, Pojana Maggiore, Vicenza e Bassano.
Con regio decreto del 21 febbraio 1910 venne approvata la convenzione stipulata il 22 gennaio dello stesso anno con la Società Tramvie Vicentine (STV) per la costruzione ed esercizio di una "tramvia a vapore da Bassano per Marostica, Vicenza, Noventa a Montagnana con diramazione da Ponte di Barbarano a Barbarano", la cui scadenza fu fissata al 31 dicembre 1961. Il decreto numero 1352 del 1911 ufficializzò l'approvazione dell'atto addizionale stipulato fra il ministero dei lavori pubblici e la Società delle Tramvie Vicentine, fissando la data di decorso della sovvenzione chilometrica per il tronco Bassano-Vicenza della tramvia Bassano-Vicenza-Montagnana.
Inaugurata ufficialmente il 13 novembre 1910, la linea Vicenza-Bassano venne aperta al traffico viaggiatori e merci il giorno successivo. La domanda di sovvenzione presentata dalla STV il 14 dicembre 1910, approvata con il citato regio decreto n. 1352, comportò l'assegnazione di un contributo annuo di 1.500 Lire, formalizzando l'esercizio di tale tronco quale linea a sé.
Con lo scoppio della prima guerra mondiale i territori dell'alto vicentino si trovarono coinvolti negli scontri tra le armate italiane e quelle austriache. Per sostenere le battaglie che si svolgevano in quelle zone, la VII Armata costruì a partire dal 1916 una ferrovia Decauville militare a scartamento di 600 mm che collegava la stazione di Thiene con la stazione di Marsan della tranvia STV passando per Sarcedo, Breganze, Mason Vicentino e Marostica.
La difficile situazione economica conseguente alla Grande Guerra penalizzò i bilanci: con sentenza 8 febbraio 1916, n. 42, il tribunale di Vicenza dichiarò il fallimento della Società Tramvie Vicentine, che proseguì tuttavia l'esercizio; stante la situazione fra il 1925 e il 1933 fu concesso alla STV l'esonero dalla partecipazione governativa sui prodotti lordi della tramvia Bassano-Vicenza-Montagnana, esteso a tutto il 1936 con regio decreto n. 672 del 26 marzo 1936 stante la persistente deficitarietà dell'esercizio della linea.
Con il regio decreto n. 1818 del 7 luglio 1927 fu approvato il progetto per la sistemazione della stazione di Vicenza delle tramvie vicentine presentato il 4 aprile dalla STV, che prevedeva la sistemazione della stessa in conseguenza dell'elettrificazione della linea Vicenza-Recoaro e della diramazione San Vitale-Chiampo, nonché della costruzione di una progettata nuova linea che avrebbe dovuto congiungere Vicenza con Malo.
Nel 1947 l'intera rete vedeva l'impiego di 5,5 agenti per chilometro; il corrispondente ricavo ammontava, per la linea di Recoaro e Chiampo a Lire 2.870.241, per la Vicenza-Bassano a Lire 683.313 e per la Vicenza-Montagnana a Lire 625.526; i coefficienti di esercizio risultavano pari rispettivamente a 0,82, 1,31 e 1,37.
La trazione a vapore, effettuata con locomotive di tipo tranviario, fu sostituita a partire dal 1948 grazie all'immissione in servizio di automotrici termiche ed elettromotrici ad accumulatori che percorrevano un tracciato in gran parte in sede promiscua che fu addotto quale motivo dell'anticipata chiusura: all'inaugurazione della nuova stazione di Vicenza del 1956, seguì infatti un tracollo finanziario della società di gestione che portò nel 1961 alla chiusura delle due linee sociali per Recoaro Terme e Bassano del Grappa. Quest'ultima, che rappresentava l'ultima della rete a vedere ancora l'esercizio a vapore per il traino dei treni merci, fu chiusa definitivamente il 31 gennaio 1961, allo scadere della concessione del 1910, e sostituita da autoservizi a cura delle Ferrovie e Tramvie Vicentine (FTV).

## Caratteristiche
| Unknown route-map component "CONTgq" | Station on transverse track | Unknown route-map component "emABZq+r" | Unknown route-map component "CONTfq" |  |

| Unknown route-map component "uexBHF" |

| Unknown route-map component "WCONTfaq" | Unknown route-map component "uexhKRZWae" | Unknown route-map component "WCONTgeq" |

| Unknown route-map component "uexHST" |

| Unknown route-map component "exKBHFa" | Unknown route-map component "uexHST" |  |

| Unknown route-map component "exBHF" | Unknown route-map component "uexBHF" |  |

| Unknown route-map component "exCONTgq" | Unknown route-map component "exSTRr" | Unused straight waterway |  |  |

| Unknown route-map component "uexHST" |

| Unknown route-map component "uexHST" |

| Unknown route-map component "uexBHF" |

| Unknown route-map component "uexHST" |

| Unknown route-map component "uexHST" |

| Unknown route-map component "uexBHF" |

| Unknown route-map component "WCONTfaq" | Unknown route-map component "uexhKRZWae" | Unknown route-map component "WCONTgeq" |

| Unknown route-map component "uexHST" |

| Unknown route-map component "uexBHF" |

| Unknown route-map component "uexHST" |

| Unknown route-map component "uexBHF" |

| Unknown route-map component "uexHST" |

| Unknown route-map component "CONTgq" | Unknown route-map component "uxmKRZo" | Unknown route-map component "CONTfq" |

|  | Unknown route-map component "uexABZg+l" | Unknown route-map component "uexCONTfq" |

| Unknown route-map component "uexBHF" |

| Unknown route-map component "uexHST" |

| Unknown route-map component "uexBHF" |

| Unused urban continuation forward |

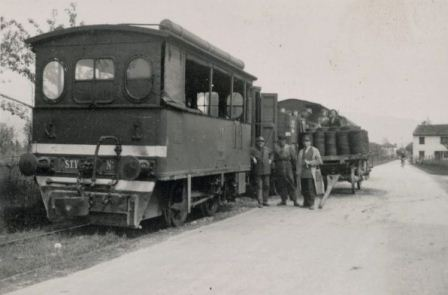
Tram a Schiavon

La tranvia, della lunghezza di km 36 e realizzata a scartamento ordinario, presentava le caratteristiche tipiche delle linee allora classificate come extraurbane, con il binario che correva affiancato alla viabilità stradale.
La lunghezza della linea, calcolata agli effetti della liquidazione dei contributi chilometrici, risultava pari a 34,3 km.
Per la sua costruzione furono previste curve di raggio non inferiore a 50 metri, con interposizione di rettilinei di almeno 30 metri fra curve di flesso contrario. Le pendenze non superavano il 28,7 per mille. Il binario, collocato a raso delle strade, lasciava libera una larghezza non inferiore a 4 metri dalla rotaia interna per il carreggio ordinario.

### Percorso
Le fermate e le stazioni lungo il percorso rispecchiavano quanto previsto dalla concessione del 1910.

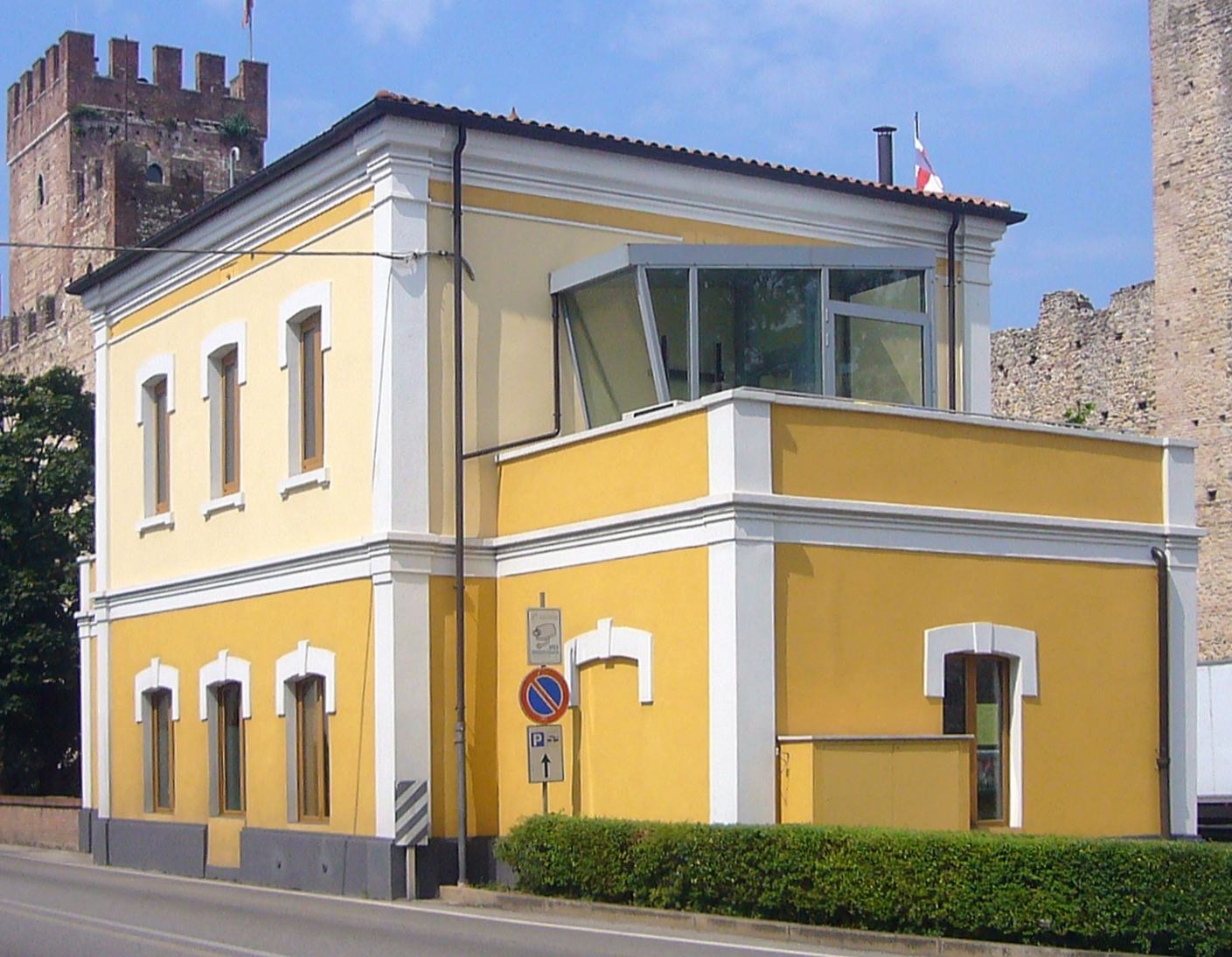
L'ex stazione di Marostica

Uscite dalla stazione FTV, comune con la tranvia Vicenza-Recoaro, le automotrici si immettevano in viale Milano transitando per la circovallazione ovest cittadina, costituita dai viali Mazzini e Bartolomeo d'Alviano, fermando a Porta Santa Croce e svoltando all'altezza di Porta San Bortolo, dove si innestava la diramazione per Montagnana, in direzione di Polegge; da qui il binario tranviario fiancheggiava la allora strada statale 248 Schiavonesca-Marosticana.
Giunta in prossimità di Povolaro, servita dall'omonima fermata, la linea incrociava con un sovrappasso la linea ferroviaria Vicenza-Schio per poi raggiungere, superati la fermata al Passo di Riva e il ponte sull'Astico, la stazione di Sandrigo.
Servite poi le località di Ancignano, Longa (ove oltre alla fermata era presente un binario d'incrocio), Schiavon e San Gaetano, la successiva stazione serviva la cittadina di Marostica con un impianto sito in prossimità delle antiche mura della cittadina, di cui sopravvive il fabbricato viaggiatori.
Superate le fermate di Marsan e Tre Ponti ed il fiume Brenta, e giunti infine a Bassano del Grappa, l'ultimo tratto di linea percorreva il viale Armando Diaz, per poi superare il ponte della Vittoria e osservare inizialmente capolinea nei pressi dell'area dove venne poi edificato il Tempio dei Caduti della prima guerra mondiale, nella strada che prese in seguito il nome di via De Gasperi. L'impianto non era inizialmente raccordato con la rete FS, ma durante la Grande Guerra fu realizzato un collegamento a Sud della stazione di Bassano.

## Materiale rotabile

### Locomotive a vapore
La Società Tranvie Vicentine disponeva di un nutrito ed eterogeneo parco che derivava dall'esercizio a vapore delle linee per Recoaro Terme e Chiampo operato dalla società The Province of Vicenza Steam Tramway Company Limited, integrato negli anni fino a raggiungere la consistenza di 39 unità. Sulle linee STV a tali locomotive era associato il nomignolo di vaca mora.
Fra le locomotive di sicuro utilizzo sulla linea per Bassano del Grappa figurò la locomotiva cabinata a 2 assi, della quale sopravvivono testimonianze fotografiche.
Intorno al 1920 un'unità cabinata a 3 assi di costruzione Krauss a suo tempo acquisita dalla società Tranvie Provinciali Napoletane venne ceduta alla Tramvia Pisa Pontedera Calci (PPC) che eserciva le linee per Pontedera e Marina di Pisa.

### Automotrici Diesel e ad accumulatori

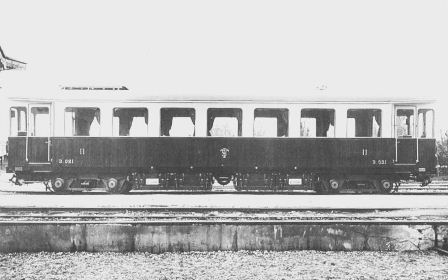
Elettromotrice STV B.021

Per far fronte alle evidenti necessità di rinnovamento del parco, fra il 1947 e il 1948 furono acquistate dalle FS 12 automotrici FS di costruzione Breda fuori uso, dei tipi ALb 56, ALn 56 e ALn 556, dalle quali vennero ricavate 8 automotrici, 3 rimorchiate e una locomotiva.
I servizi passeggeri poterono dunque giovarsi dei seguenti rotabili:
- automotrici 021-024, costruite dalla Breda nel 1935 e derivanti dalla trasformazione attuata nel 1949 di ex ALn/ALb 56; rodiggio (1A) (A1), dotate di 2 motori della potenza di 82 kW ciascuno, erano lunghe 22,74 m e disponevano di 72 posti di cui 8 di prima classe[19].
- automotrici 026-029 analoghe alle precedenti ma rimotorizzate a cura delle officine FTV con 2 motori General Motors, da 118 kW ciascuno provenienti da carri armati statunitensi Sherman, che innalzavano la tara a 26,35 t[19]. La 028 venne pressoché distrutta in un incidente poco prima della chiusura della linea[20].
- rimorchiate 0221-0223[21], ricavate dalla semplice smotorizzazioni di altrettante automotrici.

Sempre per le linee di Noventa e Bassano, nel 1932 vennero acquistate due elettromotrici ad accumulatori realizzate dall'Officina Meccanica della Stanga con equipaggiamenti elettrici TIBB con batterie Tudor, le più potenti e veloci automotrici ad accumulatori in servizio in Italia. B.021-022.. L'aspetto caratteristico di tali rotabili, con cassa in legno, li accomunava alle elettromotrici già in servizio sulle linee per Recoaro Terme e Chiampo, contribuendo all'immagine di "svecchiamento" dei servizi.

### Locomotive e automotori da manovra
Per le manovre negli impianti sociali le FTV disponevano di tre caratteristici rotabili:
- la locomotiva 041 era un curioso esemplare ricavato a cura dell'OMS dalla trasformazione di un'automotrice Breda accorciata, dotata di motori General Motors recuperati da carri armati americani ed equipaggiata con 10 fanali e 6 respingenti[24]. L'unità sviluppava una potenza di 360 kW; il respingente centrale era utilizzato per la manovra del materiale a trazione elettrica, mentre quelli laterali per le automotrici utilizzate sulle linee per Bassano del Grappa e Noventa[25].
- l'automotore DE 051, costruito nel 1934, era un automotore a 2 assi di preda bellica di costruzione Borsig con trasmissione elettrica AEG tipo Köe, analogo ai coevi automotori FS del gruppo 213; il propulsore era un General Motors da 37 kW ricavato, come quelli della 041, da M4 Sherman statunitensi, montato nel 1947[19]. Nel 1985 tale rotabile fu ceduto anch'esso, assieme al carro FTV 167[26], alla LFI di Arezzo[27].
- l'automotore 062, di costruzione Badoni con motorizzazione Fiat era del tipo "sogliola", a 2 assi, con trasmissione a catene. Il propulsore erogava la potenza di 51 kW. Alienato nel 1951[19], il rotabile fu ceduto alla SEPSA[4].

### Materiale motore - prospetto di sintesi
| Unità     | Tipo                | Caratteristiche | Costruttore | Note                                                       |
| --------- | ------------------- | --------------- | ----------- | ---------------------------------------------------------- |
| 24÷26     | Locomotive a vapore | A 3 assi        | Henschel    | Acquisite per l'esercizio sulla Vicenza-Noventa-Montagnana |
| 021÷024   | Automotrici         |                 | Breda       | Ex automotrici FS                                          |
| 026÷029   | Automotrici         |                 | Breda/FTV   | Ex automotrici FS                                          |
| 0221÷0223 | Rimorchiate         |                 | Breda       | Ex automotrici FS                                          |
| B.021÷022 | Elettromotrici      | Ad accumulatori | OMS/TIBB    |                                                            |
| 041       | Locomotiva          | A carrelli      | Breda/OMS   | Ricavata da un'automotrice FS                              |
| 051       | Automotore          | Köf             | Borsig/AEG  | Ceduto alla LFI                                            |
| 061       | Automotore          | "Sogliola"      | ABL/Fiat    | Ceduto alla SEPSA                                          |

### Fonti a stampa
- Giorgio Chiericato, A tutto vapore. Le ferrovie e tramvie nel Veneto dal 1866 al 1900., Bonomo, Asiago, 2013. ISBN 978-88-908976-4-1
- Francesco Ogliari, Franco Sapi, Sbuffi di fumo. Storia dei trasporti italiani volumi 6º e 7º. Trentino-Alto Adige - Veneto - Friuli-Venezia Giulia, Milano, a cura degli autori, 1966.
- Giorgio Chiericato, Binari nel verde. Ferrovie e Tramvie Vicentine, Vicenza, 1991.
- Enrico Bassi, Storie, Miti e Leggende di Tramvie e Ferrotramvie tra l'Alto e il Basso Vicentino, Noventa Vicentina, Associazione Binari dimenticati, 2011.

### Complementi
- Convenzione 25 gennaio 1919 fra la Provincia e la Societa tramvie vicentine per la costruzione e l'esercizio della rete tramviaria, deliberazione 7 agosto 1918 del Consiglio provinciale, approvata dal Ministero dei LL. PP. (Ufficio speciale delle Ferrovie) e dalla Provincia di Vicenza. Vicenza, Stabilimento tipografico pontificio G. Rumor, 1919. Codice SBN VIA0151897. Conservato presso la Biblioteca civica Bertoliana di Vicenza.
- Disciplinare per la concessione di aree stradali alla Societa Tramvie Vicentine da Bassano a Pojana Maggiore, da parte del Consorzio dei rispettivi enti interessati. Vicenza, stabilimento tipografico Giuseppe Brunello, 1908. Codice SBN VIA0151878. Conservato presso la Biblioteca civica Bertoliana di Vicenza.
- Relazione della Deputazione al Consiglio provinciale sulla domanda della Societa tramvie vicentine per la concessione ed esercizio della linea Bassano-Vicenza-Noventa, 1907, Padova, Stabilimento Prosperini. Codice SBN VIA0151881. Conservato presso la Biblioteca civica Bertoliana di Vicenza.
- Relazione della Deputazione provinciale sulla costituzione di un Consorzio per la concessione alla Societa tramvie vicentine della sede stradale per costruzione ed esercizio della linea Bassano-Vicenza-Noventa, e nomina di 10 rappresentanti della provincia nel Consorzio stesso, Vicenza, agosto 1907. Codice SBN VIA0151884. Conservato presso la Biblioteca civica Bertoliana di Vicenza.
- Capitolato che regola la concessione dei sussidi chilometrici alla Tramvia Bassano-Vicenza-Noventa-Pojana Maggiore, e la concezione dei sussidi, delle aree e dell'adattamento della sede sulle strade provinciali alle altre linee comprese nel piano approvato dal Consiglio provinciale in adunanza 15 maggio 1907 della Provincia di Vicenza, Vicenza, stabilimento tipografico Giuseppe Brunello, 1909. Codice SBN VIA0151879. Conservato presso la Biblioteca civica Bertoliana di Vicenza.